# Dekanat Paczków
Dekanat Paczków – dekanat rzymskokatolickiej diecezji opolskiej.
W skład dekanatu wchodzi 9 parafii:
- parafia św. Marii Magdaleny → Dziewiętlice
- parafia św. Mikołaja → Gościce
- parafia św. Jerzego → Kamienica
- parafia św. Marcina Biskupa → Lipniki
- parafia św. Anny → Maciejowice
- parafia św. Jana Ewangelisty → Paczków
- parafia Wszystkich Świętych → Stary Paczków
- parafia św. Jadwigi → Trzeboszowice
- parafia św. Katarzyny Aleksandryjskiej → Ujeździec